# Nikolaj Vladimirovič Dostal'
Nikolaj Vladimirovič Dostal' Dostal' (Saratov, 21 aprile 1909 – Mosca, 22 aprile 1959) è stato un regista cinematografico sovietico.

## Filmografia (parziale)

### Regista
- Sad (1939)
- My s vami gde-to vstrečalis' (1954)
- Delo pёstrych (1958)
- Vsё načinaetsja s dorogi (1959)